# Canada Glacier
Canada Glacier är en glaciär i Antarktis. Den ligger i Östantarktis. Nya Zeeland gör anspråk på området. Canada Glacier ligger 119 meter över havet.
Terrängen runt Canada Glacier är bergig västerut, men österut är den kuperad. Canada Glacier ligger nere i en dal. Trakten är obefolkad. Det finns inga samhällen i närheten. 